# Kurt Oligmüller
Kurt Oligmüller (* 28. Juli 1922 in Bochum; † 20. Februar 1983 in Noville, Schweiz) war ein deutscher Schauspieler.

## Leben
In ärmlichen Verhältnissen aufgewachsen, verdiente Kurt Oligmüller seinen Lebensunterhalt zunächst als Lagerarbeiter und wurde dann Handelslehrling. Bei einem Besuch bei Saladin Schmitt an seiner Schauspielschule in Bochum erkannte dieser die Begabung des Vorsprechenden und ermöglichte ihm eine zweijährige Ausbildung. Danach musste er als Soldat im Zweiten Weltkrieg auf einem Minensuchboot dienen. Nach 1945 wurde Oligmüller zeitweilig Leiter des Bad Godesberger Theaters. Danach stand er dann als Schauspieler in Oberhausen auf der Bühne, ging von 1951 bis 1953 an das Deutsche Nationaltheater Weimar um nach einer Episode am Maxim-Gorki-Theater Berlin, anschließend bis 1957 am Deutschen Theater in Berlin zu arbeiten. Die restlichen beiden Jahre, bis zu seiner Ausreise 1959 in die Bundesrepublik, stand er in Leipzig auf der Bühne.
Noch bis 1963 spielte Kurt Oligmüller an verschiedenen Theatern in Wunsiedel, Münster, Mannheim und im schweizerischen Basel, bevor er den Beruf des Schauspielers endgültig aufgab. Er begann in der Finanzbranche zu arbeiten und machte sich in der Schweiz als Vermögensverwalter selbständig. Nach verheerenden Fehlspekulationen, die ihn und viele seiner Kunden um ihr gesamtes Vermögen brachten, nahm er sich am 20. Februar 1983 in einer Scheune bei Noville (Schweiz) gemeinsam mit seiner Frau Renate das Leben.

## Filmografie
- 1953: Die Unbesiegbaren
- 1954: Gefährliche Fracht
- 1954: Stärker als die Nacht
- 1954: Leuchtfeuer
- 1955: 52 Wochen sind ein Jahr
- 1957: Rivalen am Steuer
- 1957: Lissy
- 1957: Zwei Mütter
- 1958: Das schwarze Bataillon (Černý prapor)

## Theater
- 1953: Anatolij Surow: Das grüne Signal (Sibirjakow) – Regie: Maxim Vallentin (Maxim-Gorki-Theater Berlin)
- 1955: Johann Wolfgang von Goethe: Faust. Der Tragödie erster Teil (Faust) – Regie: Wolfgang Langhoff (Deutsches Theater Berlin)
- 1955: Hedda Zinner: Lützower – Regie: Wolfgang Langhoff (Deutsches Theater Berlin)
- 1957: Barrie Stavis: Joe Hill (Generalstaatsanwalt Stone) – Regie: Johannes Arpe (Schauspiel Leipzig|Schauspielhaus Leipzig)
- 1962: Bertolt Brecht/Kurt Weill: Die Dreigroschenoper – Regie: ? (Theater Münster (Westfalen))

## Hörspiele
- 1953: Friedrich Wolf: Krassin rettet Italia (Leutnant Viglieri) – Regie: Joachim Witte (Hörspiel – Rundfunk der DDR)
- 1956: Robert Ardrey: Leuchtfeuer (Charleston, Leuchtturmwärter) – Regie: Gerhard Rentzsch (Hörspiel – Rundfunk der DDR)
- 1956: Wolfgang Schreyer: Der Befehl (Feldwebel Anast) – Regie: Lothar Dutombé (Hörspiel – Rundfunk der DDR)
- 1956: Günther Weisenborn: Memorial (Erster Berichter) – Regie: Wolfgang Schonendorf (Hörspiel – Rundfunk der DDR)
- 1956: William Shakespeare: Hamlet, Prinz von Dänemark (König Klaudius) – Regie: Martin Flörchinger (Hörspiel – Rundfunk der DDR)
- 1957: Günther Weisenborn: Peking (Erzähler) – Regie: Otto Dierichs (Hörspiel – Rundfunk der DDR)
- 1957: Wolfgang Weyrauch: Woher kennen wir uns bloß? (Polizist) – Regie: Peter Thomas (Hörspiel – Rundfunk der DDR)
- 1957: Wolfgang Schreyer: Das Attentat (Dr. Gisevius) – Regie: Lothar Dutombé (Dokumentarhörspiel – Rundfunk der DDR)
- 1958: Otto Tausig: Der Fall van der Lubbe (Heines) – Regie: Erich-Alexander Winds (Dokumentarhörspiel – Rundfunk der DDR)
- 1958: Friedrich Karl Kaul: Brandursache unbekannt (Horst Loritz) – Regie: Helmut Hellstorff (Kriminalhörspiel – Rundfunk der DDR)
- 1958: Günter Schiffel: Der Prozess (Verteidiger Thomsen) – Regie: Werner Hoffmann (Kinderhörspiel – Rundfunk der DDR)
- 1958: Bruno Apitz: Nackt unter Wölfen (Bochow) – Regie: Joachim Witte (Hörspiel – Rundfunk der DDR)
- 1958: Friedrich Schlotterbeck/Anna Schlotterbeck: Die Unbestechlichen (Radtke) – Regie: Theodor Popp (Dokumentarhörspiel – Rundfunk der DDR)
- 1959: Rolf H. Czayka: Der Wolf von Benedetto (Castelletto) – Regie: Wolfgang Brunecker (Hörspiel – Rundfunk der DDR)
- 1959: Rolf Schneider: Ein Herr aus Brasilien (Blume) – Regie: Hans Knötzsch (Hörspiel – Rundfunk der DDR)